# Cardiff (hrabstwo)
Cardiff – hrabstwo miejskie w południowej Walii, obejmujące miasto Cardiff i jego najbliższe okolice. W 2011 roku hrabstwo liczyło 346 090 mieszkańców.

## Podział administracyjny

### Communities (civil parishes)
- Adamsdown, Butetown, Caerau, Canton, Castle, Cathays, Cyncoed, Ely, Fairwater, Gabalfa, Grangetown, Heath, Lisvane, Llandaff, Llandaff North, Llanishen, Llanrumney, Old St. Mellons, Pentwyn, Pentyrch, Penylan, Pontprennau, Radyr and Morganstown, Rhiwbina, Riverside, Roath, Rumney, Splott, St. Fagans, Tongwynlais, Trowbridge, Whitchurch.

### Okręgi wyborcze (wards)
- Adamsdown, Butetown, Caerau, Canton, Cathays, Creigiau/St. Fagans, Cyncoed, Ely, Fairwater, Gabalfa, Grangetown, Heath, Lisvane, Llandaff, Llandaff North, Llanishen, Llanrumney, Pentwyn, Pentyrch, Penylan, Plasnewydd, Pontprennau/Old St. Mellons, Radyr, Rhiwbina, Riverside, Rumney, Splott, Trowbridge, Whitchurch and Tongwynlais[3].

## Miejscowości
Na terenie hrabstwa znajdują się następujące miejscowości (w nawiasach liczba ludności w 2011):
- Cardiff (335 145)
- Creigiau (2380)
- Pentyrch (2287)
- St Fagans (282)